# Battletoads
Battletoads es un videojuego del género beat 'em up donde el personaje principal debe luchar contra muchos enemigos (como en Double Dragon o Final Fight). Fue publicado por primera vez para la videoconsola Nintendo Entertainment System, en el año 1991.
En este juego, debíamos manejar a unos sapos, los cuales debían luchar contra distintos enemigos, con caracteres de monstruos. El haber usado anfibios como personajes principales luchadores, les significó críticas, al ser similares a sus competidoras reptiles las Tortugas Ninja, Battletoads fue desarrollado en respuesta al auge de las Tortugas Ninja.
En respuesta a las críticas, el eslogan publicitario de Battletoads era un ataque directo hacia la serie citada anteriormente, usando la frase "Comparadas con Battletoads, las tortugas parecen fango de estanque."
El juego era muy original, porque contaba con un sentido del humor exclusivo, pues al ser los protagonistas unos sapos luchadores, era fácil poner escenas graciosas. Un toque típico de este juego es el golpe final contra los enemigos, en donde nuestro personaje le dará un golpe especial, con un enorme puño, una enorme patada, o unos cuernos de carnero. Este detalle se fue puliendo con el paso de los años, en las secuelas de esta saga.
La tercera fase del juego llamado Turbo Tunnel (famosa por el control de motos deslizadoras), está considerada como una de las fases más difíciles de la historia de los videojuegos.

## Videojuegos de la serie
- Battletoads (NES, Amiga, Mega Drive, Game Gear, Game Boy, Master System)
- Battletoads in Ragnarok's World (Game Boy)
- Battletoads in Battlemaniacs (SNES, Master System)
- Battletoads & Double Dragon: The Ultimate Team (NES, Mega Drive, SNES, Game Boy)
- Super Battletoads (Arcade)
- Battletoads (2020) (Xbox One, Microsoft Windows)

## Personajes
En el videojuego, los personajes no tienen diferencias entre sí, salvo sus características físicas.
- Rash: rana con gafas de sol y de color verde. Es jugable en la primera versión del juego.
- Zitz: rana de color verde agua, bastante común. Es jugable en la primera versión de este juego, pero curiosamente es de color marrón durante la partida, detalle que fue cambiado en los posteriores títulos.
- Pimple: rana de color marrón, un poco más fortachón en apariencia. No es jugable en el primer título de la saga, pero aparece como parte del argumento. Pimple es jugable en la tercera version del juego.
- Profesor T. Bird: guía del juego. Él nos dará las instrucciones de las misiones que debemos cumplir.
- Princesa Angélica: solamente aparece como parte del argumento del juego.
- Dark Queen: antagonista principal del juego.
- Robo Manus: guardian de Dark Queen.
- Big Blag: el segundo guardian de Dark Queen.
- General Slaughter: ejecutor de Dark Queen

## Argumento
Pimple y la princesa Angelica son raptados por Dark Queen mientras paseaban juntos.
El profesor T. Bird informa de esto a los restantes Battletoads (Rash y Zitz), y estos van a su rescate, dirigiéndose con su nave "Vulture" hacia el planeta "Ragnarok", lo cual los lleva a una compleja aventura donde deberán enfrentarse a multitud de enemigos en distintos escenarios hasta derrotar a Dark Queen y cumplir su objetivo.

### Versión para Game Boy
Zitz debe rescatar a sus hermanos Rash y Pimple de Dark Queen, quien los tiene prisioneros en el planeta Armaggeda.

## Niveles
El modo de juego de Battletoads es una mezcla entre juegos de desplazamiento lateral así como superar niveles de plataformas. Además, hay cuatro etapas de movimiento vehicular en el juego, las mismas requieren reflejos de precisión y patrón de memorización para evadir todos los obstáculos de entrada, los cuales son letales al colisionar en ellos. Gracias a la combinación de desplazamiento y la velocidad en el que aparecen, estas etapas proporcionan gran parte de intenso nivel de desafío del juego. Los niveles son:
- 1 - Ragnarok's Canyon: El juego comienza con una breve lucha por la superficie del planeta Ragnarok, compuesta por vías rocosas y cascadas. Enemigos comunes con aspecto de cerdos y dragones custodian la zona. Mega-Walker es el primer jefe, que puede ser derrotado usando las rocas que lanza luego de sus disparos, arrojándoselos de vuelta.
- 2 - Wookie Hole: Aquí se desciende verticalmente a través de un profundo agujero. Los enemigos son cuervos que intentarán romper los cables que sostienen a los Battletoads, además de algunos pájaros, los Electro-Zaps y los Blasters.
- 3 - Turbo Tunnel: Este es el primer nivel en el que los jugadores montan un vehículo, en este caso motos deslizantes las cuales se usan para navegar por una carrera de obstáculos peligrosos a alta velocidad. También hay rampas que ayudan a propulsar para evadir abismos y algunas veces las ratas van montadas en cohetes para estorbar al jugador. Este nivel es mundialmente famoso por ser técnicamente difícil de superar.
- 4 - Arctic Cavern: Una profunda caverna congelada. La superficie es resbaladiza y la tracción se reduce de manera significativa, por lo que es complicado evitar los ataques de los muñecos de nieve, bolas de nieve que ruedan hasta aumentar su tamaño, cubos de hielo que pueden cargarse para romper muros de hielo, además de plataformas movibles, espinas y pinchos mortales.
- 5 - Surf City: Es el segundo nivel vehicular. Esta vez las ranas montan tablas de surf, y se deben evadir troncos, mini-tornados y minas explosivas. En el camino se encuentra al jefe Big Blag, uno de los fieles sirvientes de Dark Queen, aunque es lento y pesado, sus ataques son muy potentes golpeando con su cola o de hecho noquear al jugador instantáneamente aplastándolo.
- 6 - Karnath's Lair: Los jugadores deben navegar a lo largo del nivel montando a los Karnath, unas serpientes gigantes, para llegar a la cima, evitando los picos a medida que avanzan.
- 7 - Volkmire's Inferno: Una caverna cubierta de fuego y lava, es el tercer nivel de uso de vehículos. Aquí se utilizan cohetes, volando a través de campos de fuerza electrificadas que pueden variar su punto de entrada además de abrir y cerrarse, meteoritos y misiles que se elevan para posteriormente caer. Sin duda otro de los niveles más difíciles.
- 8 - Intruder Excluder: Las ranas se encuentran en un área vertical hacia arriba compuesta de nuevos peligros, tales como plataformas eléctricas, bolas rodantes, mutantes mucosos, ventiladores que pueden absorber al jugador hasta eliminarlo y gases tóxicos. La pantalla sólo se desplaza hacia arriba, por lo que si el jugador cae fuera de una plataforma inferior, perderá una vida. El jefe es Robo-Manus, otro de los sirvientes de Dark Queen, dado a su gran estatura y peso,   puede aplastar al jugador o bien atacar con su ametralladora.
- 9 - Terra Tubes: Un nivel compuesto de tuberías. Las ranas pueden correr, nadar y luchar normalmente. Los enemigos son los Mechano-Droids, que atacan con rayos eléctricos o bien explotar si son tocados, además de los peces martillo, tiburones, anguilas eléctricas, pinchos y, lo peor de todo, patos de goma (de acero) que pueden eliminar al jugador de un solo golpe. Hay sectores con Krazy-KOGs, unos engranes gigantes que sólo pueden superarse moviéndose lo más rápido posible antes de ser alcanzados por estos.
- 10 - Rat Race: Aquí el desplazamiento es vertical pero en sentido hacia abajo. Dark Queen envía a un grupo de Giblets, unas ratas grandes, para recorrer la zona y activar unas bombas que se encuentran en el fondo. El propósito de este nivel es competir a modo de carrera contra los Giblets y moverse lo más rápido posible evitando obstáculos que reducen la velocidad de movimiento además de las bolas rodantes, gases tóxicos y ventiladores. Son tres bombas a destruir y cada una representa una velocidad y una dificultad mayor. Al superar a los Giblets y destruir las bombas, aparecerá el jefe, el general Slaughter, un enorme y corpulento toro al que puede golpearse de manera directa, a medida que el combate avanza, el monstruo se mueve más rápido haciendo que sus ataques sean complicados de esquivar ya sea saltando y aplastando o su peligrosa embestida con sus cuernos.
- 11 - Clinger Winger: El último nivel de uso de vehículos, esta vez se usan unos monociclos con manillas. Se debe mover lo más rápido posible a través de un extenso laberinto con flechas mientras se es perseguido por una enorme BuzzBall, que es el jefe de esta etapa. Mantener la velocidad es cuestión de ser muy preciso, especialmente en las esquinas, con el fin de guardar a cierta distancia de la BuzzBall, que puede eliminar al jugador si le atropella. Una vez terminada la carrera, la BuzzBall se enfrentará al jugador. Este enemigo puede electrocutar si es tocado o también ataca con rebotes.
- 12 - The Revolution: Es la Torre que custodia a Dark Queen. Es definitivamente el nivel más difícil de todos, contando con toda clase de peligros, desde los HornHeads que atacan con embestidas y otros que pueden comerse al jugador hasta eliminarlo, bolas con pinchos, un grupo de variados Swellcheeks que arrojan gas venenoso, otros que soplan al jugador hasta hacerlo caer si no se sostiene de algún objeto, además de plataformas que pueden caer y otras desaparecer, lo que requiere mucha coordinación. Al igual que el nivel 8, la pantalla sólo se desplaza hacia arriba, por lo que cualquier jugador que cae a un área sin plataforma inferior, pierde una vida.
- 13 - Armageddon: El combate final contra Dark Queen. Su única forma de atacar es girar sobre sí misma hasta crear un tornado, sólo se le puede atacar cuando queda estática. Como dato curioso y por extraño que parezca, derrotar a Dark Queen no es muy difícil en comparación a la magnitud ofensiva de los jefes anteriores.

## Serie de dibujos animados
Esperando poder capitalizar el éxito de las Tortugas Ninja, durante el año 1992, en un especial de Fox TV, transmitieron el piloto de la serie televisiva de Battletoads. La serie, que sería producida por DiC Entertainment, narraba los acontecimientos previos al videojuego y el origen humano de los héroes, siendo éstos transformados en ranas. Este episodio piloto se basaba en la trama de la historieta publicada en la revista Nintendo Power.
Lamentablemente no recibió una buena aceptación por el público, por lo cual el proyecto de serie fue cancelado. El capítulo piloto fue editado en vídeo VHS.
Pese a este fracaso, DiC probó suerte con otros héroes antropomórficos como Street Sharks.

## Análisis
Dado a su originalidad, jugabilidad y su estilo, Battletoads es considerado uno de los videojuegos más difíciles de completar de la historia. Su esencia se ha mantenido incluso con sus juegos sucesores en diferentes consolas. Como se menciona arriba, desde el tercer nivel es difícil seguir avanzando y sin embargo no era nada comparado con los desafíos de los niveles posteriores. Otro punto negativo es que una vez finalizado el juego, la conclusión es sólo una cita textual con la nave de Dark Queen escapando sin dar explicación ni nada, cosa que dejó con mal sabor de boca a los seguidores debido al alto potencial desafiante que tanto exigía el juego.

## Mercadería
Battletoads cuenta con limitados productos de merchandising, los cuales se encuentran actualmente descontinuados. Estos fueron publicados para promocionar el videojuego.

### Disfraces
Fueron lanzados unos disfraces con el concepto de Battletoads, con el eslogan publicitario que decía: Un videojuego donde todos los chicos buenos croan.

### Figuras de acción
Eran unos juguetes con la figura de los tres protagonistas de la saga de Battletoads.

### Historietas
En la revista norteamericana Nintendo Power lanzaron un especial de historietas de Battletoads en su edición 25, en junio de 1991.

## Aparición en otras sagas
Rash es un personaje jugable de la tercera temporada de la nueva versión de Killer Instinct